# Palacio de los Marqueses de Villatoya
El palacio de los Marqueses de Villatoya es un edificio de la ciudad española de Talavera de la Reina, en la provincia de Toledo. El inmueble cuenta con el estatus de Bien de Interés Cultural.

## Historia
El palacio de los Marqueses de Villatoya se encuentra en el número 3 de la plaza de Villatoya, en la localidad toledana de Talavera de la Reina, en Castilla-La Mancha. Se trata de uno de los palacios del siglo XV y principios del XVI existentes en la provincia de Toledo, junto con los del Conde de Montalbán, el del  Duque de Frías en Ocaña y el de los Loaysa en Huerta de Valdecarábanos.
El edificio, muestra de la transición del estilo gótico al renacentista en la arquitectura civil, consta de dos plantas y solar rectangular. Cuenta con una notable fachada de fábrica de sillería, con portada que viene a constituir un elemento singular característico del estilo toledano, así como el encuadre de la puerta entre dos jambas subrayadas por columnas estriadas con dos flameros o pinaculillos sobre las mismas. El acceso al edificio se hace a través de un arco rebajado. En la parte superior, como remate, lleva una tira con decoración de bolas y notables canes de piedra. El edificio está coronado con una cornisa moldurada. La parte izquierda y fachada lateral parecen recompuestas posteriormente y hechas con ladrillo. Aparte de esta fachada, lo más interesante del edificio es su zaguán central, en cuyo entorno se disponían las distintas dependencias, y como elementos más destacados de este zaguán, cabe citar dos grandes arcos transversales retorcidos y decorados con estrías y perlones.
A través de sucesivas obras de adaptación, todas ellas con escaso respeto hacia los orígenes histórico-artísticos del inmueble, fue destinado a Centro de Artes y Oficios antes de la guerra civil, después a viviendas y posteriormente a colegio privado de enseñanza media. Después sufrió el abandono, llegando a un estado de ruina a comienzos de la década de 1990.
El inmueble fue declarado Bien de Interés Cultural, con la categoría de monumento, el 19 de febrero de 1992, mediante un decreto publicado el 4 de marzo de ese mismo año en el Diario Oficial de Castilla-La Mancha.